# Бельмондо, Жан-Поль
Жан-Поль Шарль Бельмондо́ (фр. Jean-Paul Belmondo; 9 апреля 1933, Нёйи-сюр-Сен — 6 сентября 2021, Париж) — французский актёр театра и кино, славу которому принесла роль аморального поклонника Хамфри Богарта в манифесте французской «новой волны» — фильме «На последнем дыхании» (1959). Он также снимался в лентах «Чудовище», «Профессионал», «Ас из асов», «Человек из Рио», «Один шанс на двоих», «Женщина есть женщина», «Безумный Пьеро» и других. В первых своих картинах он создал образ молодого бунтаря с неотразимой улыбкой и стал одним из любимых актёров европейской молодёжи. Чаще всего играл острохарактерные роли в комедиях и боевиках.

## Биография

### Происхождение
Родился 9 апреля 1933 года в Нёйи-сюр-Сен (департамент Сены, Франция). Отец — французский скульптор Поль Бельмондо. Учась в средней школе, Жан-Поль задался вопросом: какую выбрать профессию — стать спортсменом или артистом? К 20 годам решает, что актёрство больше отвечает его запросам, чем спорт, и поступает в Высшую национальную консерваторию драматического искусства. После завершения обучения начал профессиональную карьеру на сцене.

### Творчество

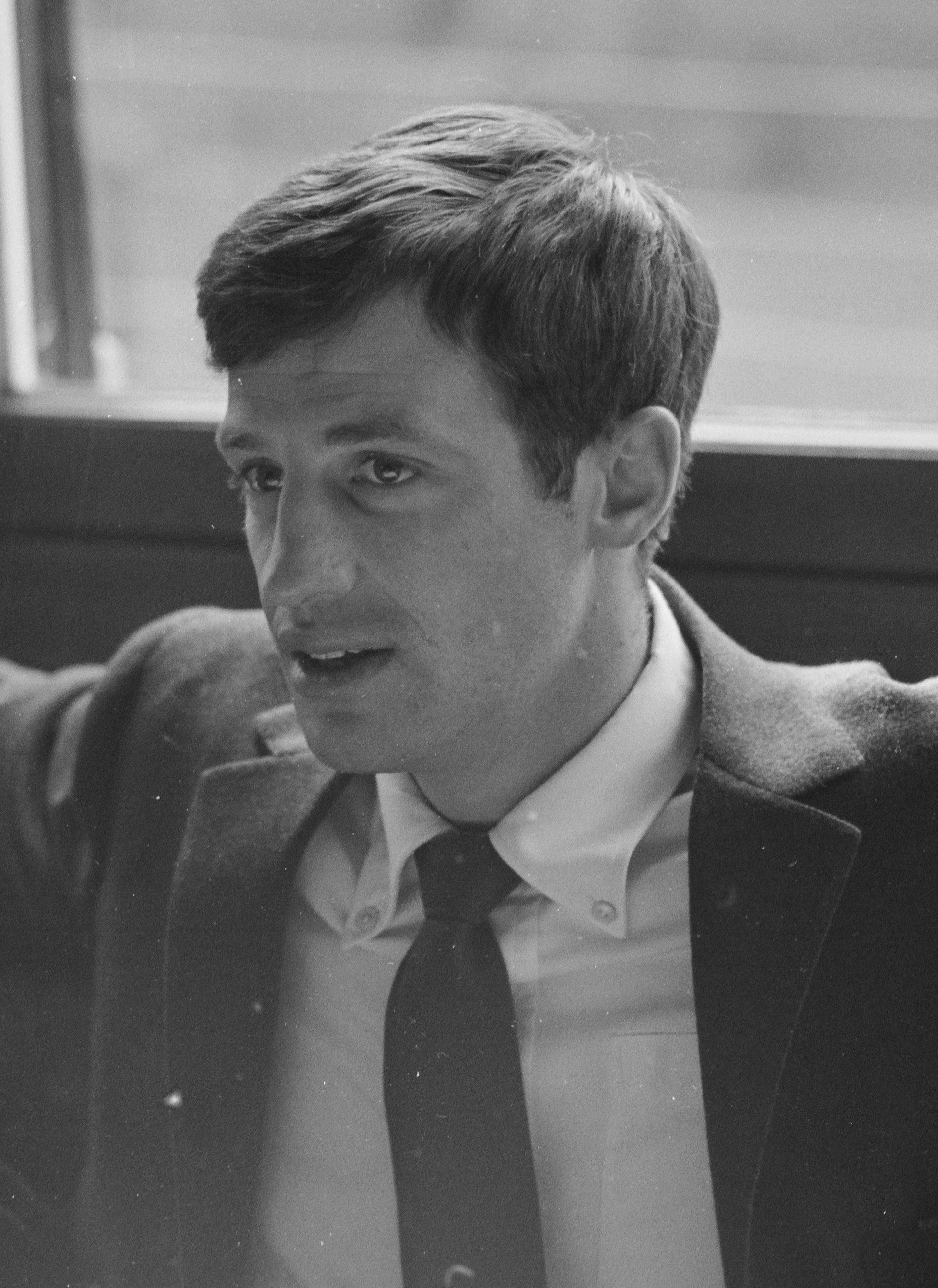
1962 год

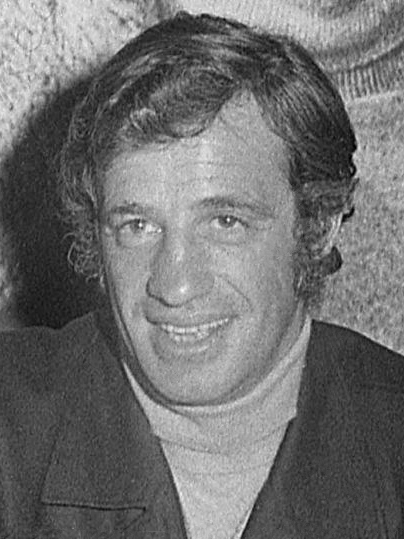
1971 год

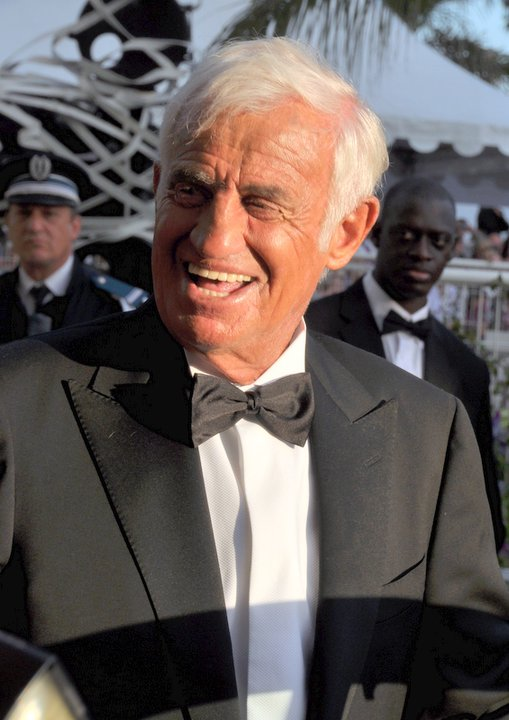
2011 год

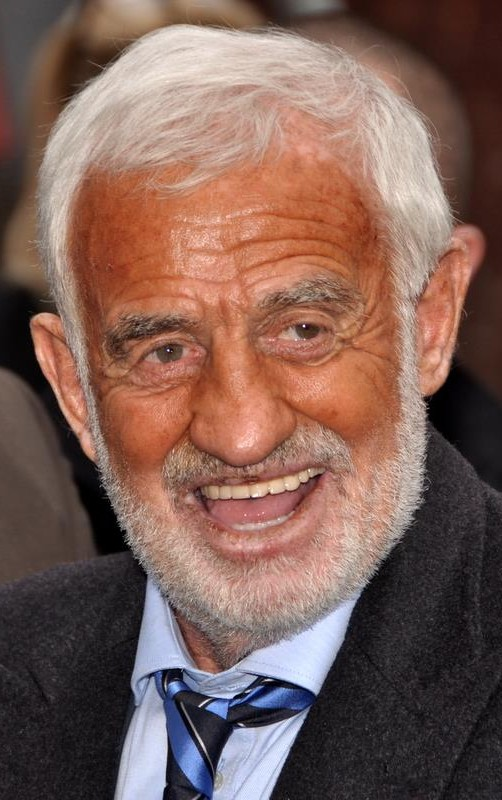
2013 год

Кинодебют состоялся в 1957 году в фильме «Мольер», но эпизоды с его участием были вырезаны перед самым выходом картины.
Более значительная роль досталась ему в «Будь красива и помалкивай») (1958) с Анри Видалем в главной роли и также дебютировавшим Аленом Делоном.
Всемирную известность 26-летнему актёру принесла роль беспечного негодяя Мишеля Пуакара в фильме Жан-Люка Годара «На последнем дыхании» — одной из ключевых лент мирового кинематографа.
В следующем году Бельмондо упрочил своё реноме, сыграв вместе с Софи Лорен в фильме Витторио Де Сика «Чочара», за который ей была присуждена американская кинопремия «Оскар». Свои собственные лучшие роли он сыграл у режиссёров французской «новой волны»: того же Годара («Женщина есть женщина», 1961), Луи Маля («Вор», 1967), Франсуа Трюффо («Сирена с „Миссисипи“», 1969), Клода Шаброля («Доктор Пополь», 1972), Алена Рене («Стависки», 1974). Однако своим самым любимым фильмом Бельмондо называл «Великолепный» Филиппа де Брока.
Наряду с коммерческими проектами, представляющими французский аналог голливудских боевиков и комедий, в которых Бельмондо предстаёт в образе неисправимого авантюриста, он создал ряд весьма серьёзных характерных ролей, не все из которых были оценены по достоинству критикой. Так, в фильме «Наследник» (1973) он создал неповторимый образ Барта Корделя, наследника крупного состояния, которому только предстоит узнать причину ссоры между своим отцом и тестем.
В 1974 году он представил публике ещё один характер — Александра Стависки, российского эмигранта еврейского происхождения, авантюриста, вращавшегося в самых высших французских кругах («Стависки», 1974).
Персонаж Жосс Бомон из фильма «Профессионал» (1981) также остался одним из самых важных творческих достижений Бельмондо.
Бельмондо был одним из самых коммерчески успешных актёров Франции до 1986 года. По примеру Алена Делона он основал компанию Cerito (это девичья фамилия его бабушки) для создания собственных фильмов.
В 1987 году Бельмондо вернулся на театральные подмостки после длительного перерыва с 1959 года и с этого момента совмещал работу в кино и театре.
В 1989 году Бельмондо посетил Советский Союз и дал интервью для телепрограмм «Кинопанорама» и «600 секунд».
В 1995 году лестные отзывы критиков получила его игра в экранизации романа «Отверженные» режиссёра Клод Лелуша.
В 2001 году Бельмондо перенёс инсульт, с тех пор прекратил работу в театре и кино. В 2008 году состоялось возвращение 75-летнего актёра на съёмочную площадку — он снялся в фильме режиссёра Франсиса Юстера «Человек и его собака». В интервью журналу «Пари-матч» Бельмондо сказал об этой своей работе: «Хотя я снялся в 95 фильмах и сыграл 40 театральных ролей, на этих съёмках я был счастлив как никогда. Этот фильм не похож на то, что я делал раньше, эта работа — совсем в ином ключе».
В феврале 2015 года Бельмондо объявил о завершении своей карьеры в кино.

### Смерть и похороны
Скончался 6 сентября 2021 года в Париже на 89-м году жизни. Соболезнования в связи со смертью звезды кино выразил президент Франции Эммануэль Макрон, другие политики, кинематографисты, деятели искусств.
Национальная церемония прощания состоялась 9 сентября во дворе Дома инвалидов в Париже. Президент Франции Эммануэль Макрон произнёс прощальную речь в память об актёре, назвав Бельмондо национальным достоянием Франции, после чего была объявлена минута молчания и исполнен государственный гимн Франции. Гроб с телом Жана-Поля Бельмондо, покрытый французским флагом, вынесли под музыку «Chi Mai» композитора Эннио Морриконе из фильма «Профессионал».
Отпевание Бельмондо состоялось 10 сентября 2021 года в узком семейном кругу в церкви Сен-Жермен-де-Пре в Париже. В тот же день тело актёра было кремировано на кладбище Пер-Лашез; прах захоронен рядом с могилой его отца на кладбище Монпарнас.

## Семья и личная жизнь
Его дед по отцовской линии был итальянцем, эмигрировавшим в Алжир в конце XIX века.
Жены: Элоди Константен (брак с 1952 г. до 1968 г.), Натти Тардивель (брак с 2002 г. по 2008 г.).
Дети: Патриция Бельмондо (1953—1993), Флоранс Бельмондо (род. 1960), Поль Александр Бельмондо (род. 1963), Стелла Ева Анджелина Бельмондо (род. 2003).
Дети не пошли по стопам отца, хотя сына Поля можно увидеть в одной из ролей в фильме «Баловень судьбы».
Внуки: Алессандро (1992), Виктор (1994), Джакомо (1999) (дети Поля Бельмондо) и ещё трое внуков от дочери Флоранс.
Встречался со швейцарской киноактрисой Урсулой Андресс 1965 по 1972 годы, актрисой Лаурой Антонелли с 1972 по 1980, Марией Карлуш Сотто Майор в 1980—1987 годах и, позже — с бывшей бельгийской моделью Playboy, а позднее бизнес-леди Барбарой Гандольфи . В 2020 году стало известно, что Бельмондо и Сотто Майор снова вместе с 2019 года.
Брат: кинопродюсер Ален Бельмондо.
Сестра: актриса Мюриэль Бельмондо.

## Награды

### Кино
- Дважды номинировался на премию BAFTA как лучший иностранный актёр: в 1963 году за фильм «Леон Морен, священник» и в 1967 году за фильм «Безумный Пьеро».
- В 1989 году удостоен премии «Сезар» за роль в фильме «Баловень судьбы».
- В 2011 году удостоен Почётной Золотой пальмовой ветви Каннского кинофестиваля.
- В 2016 году удостоен премии «Золотой лев» за вклад в мировой кинематограф[26].

### Государственные награды
- Великий офицер ордена Почётного легиона (2019)[27]
- Командор ордена Почётного легиона (2007)[28]
- Офицер ордена Почётного легиона (1991)[28]
- Кавалер ордена Почётного легиона (1982)
- Великий офицер Национального ордена «За заслуги» (2017)[29]
- Командор ордена «За заслуги» (1994[30] или 2003[29])
- Офицер Национального ордена «За заслуги» (1986)[30]
- Командор ордена искусств и литературы (2006)[31]
- Кавалер ордена Леопольда I (Бельгия, 2012)[32]

## Роли в театре
- 1950 — Спящая красавица (La Belle au bois dormant)
- 1951 — Мой друг — вор (Mon Ami le cambrioleur)
- 1952 — Глориана будет отомщена (Gloriana sera vengée)
- 1953 — Ревность Барбулье (La Jalousie du barbouillé)
- 1953 — Брак поневоле (Le Mariage forcé)
- 1953 — Медея (Médée)
- 1953 — Заморе (Zamore)
- 1953 — Снежная королева (La reine blanche)
- 1953 — Хозяйка гостиницы (La Locandiera)
- 1953 — Газон (Les Boulingrin)
- 1954 — Стороны (Les Plaideurs)
- 1954 — Кринолины и гильотины (Crinolines et guillo tine)
- 1954 — Андалусия (Andalousie)
- 1954 — Лекарь поневоле (Le Médecin malgré lui)
- 1954 — Смешные жеманницы (Les Précieuses ridicules)
- 1954 — Жорж Дантен (Georgea Dantin)
- 1954 — Комиссар — хороший ребёнок (Le commissaire est bon enfant)
- 1954 — Маленький шалаш (La Petite hutte)
- 1954 — Скупой (L’Avare)
- 1954 — Мнимый больной (Le malade imaginaire)
- 1955 — Фантазио (Fantasio)
- 1955 — Весть, посланная Марии (L’Annonce faite à Marie)
- 1956 — Гостиница свободного обмена (L’hôtel du libre é change)
- 1957 — Цезарь и Клеопатра (César et Cléopatre)
- 1957 — Укрощение строптивой (La Mégère apprivoisée)
- 1958 — Оскар (Oscar)
- 1959 — Казна вечеринки (Trésor party)
- 1987 — Кин (Kean)
- 1990 — Сирано де Бержерак (Cyrano de Bergerac)
- 1993 — Дамский портной (Tailleur pour dames)
- 1997 — Блоха в ухе (La Puce à l’oreille)
- 1998 — Фредерик, или Бульвар преступления (Frédéric ou le boulevard du crime)

## Фильмография
- 1956 — Мольер / Molière, Франция (короткометражный), режиссёр Норберт Тидиан — Мерлюш
- 1957 — Пешком, верхом и на машине / À pied, à cheval et en voiture, Франция, Италия, режиссёр Морис Дельбез — Венэн
- 1957 — Воскресные друзья / Les Copains du dimanche, Франция, режиссёр Анри Эзнер — Требуа
- 1958 — Обманщики / Les Tricheurs, Италия, Франция, режиссёр Марсель Карне — Лу
- 1958 — Будь красива и помалкивай / Sois belle et tais-toi, Франция, режиссёр Марк Аллегре — Пьеро
- 1958 — Странное воскресенье / Un drôle de dimanche, Франция, режиссёр Марк Аллегре — Патрик
- 1959 — Ангел на земле (Мадмуазель Ангел) / Ein Engel auf Erden, ФРГ, Франция, режиссёр Геза Радваньи — Мишель Барро
- 1959 — Двойной поворот ключа (Леда) / À double tour, Франция, Италия (по роману Стэнли Эллина), режиссёр Клод Шаброль — Ласло Ковач
- 1959 — Три мушкетёра / Les Trois mousquetaires (ТВ), Франция (по мотивам романа Александра Дюма Три мушкетёра), режиссёр Клод Барма — д’Артаньян
- 1960 — Взвесь весь риск (Раскалённый асфальт) / Classe tous risques, Франция, Италия (по роману Жозе Джованни), режиссёр Клод Соте — Эрик Старк
- 1960 — 7 дней, 7 ночей (Модерато кантабиле) / Moderato cantabile, Италия, Франция (по повести Маргерит Дюрас, режиссёр Питер Брук — Шовен
- 1960 — На последнем дыхании / À bout de souffle, Франция, режиссёр Жан-Люк Годар — Мишель Пуаккар
- 1960 — Француженка и любовь / La Française et l’amour, Италия, Франция, режиссёр Анри Вернёй — Жиль (новелла «Адюльтер»)
- 1960 — Развлечения / Les Distractions, Франция, Италия (по роману Жана Бассана), режиссёр Жак Дюпон — Поль Фрапье, фоторепортёр
- 1960 — Шарлотта и её Жюль / Charlotte et son Jules, Франция (короткометражный фильм), режиссёр Жан-Люк Годар — Жюль (озвучивал Жан-Люк Годар)
- 1960 — Письма послушницы / Lettere di una novizia, Италия, Франция, режиссёр Альберто Латтуадо — Джулиано Верди
- 1961 — Чочара (Две женщины) / La Ciociara, Италия, Франция (по роману Альберто Моравиа), режиссёр Витторио Де Сика — Микеле
- 1961 — Леон Морен, священник / Léon Morin, prêtre, Франция, Италия (по роману Беатрис Бек), режиссёр Жан-Пьер Мельвиль — Леон Морен
- 1961 — Женщина есть женщина / Une femme est une femme, Франция, Италия, режиссёр Жан-Люк Годар — Альфред Любич
- 1961 — Бездорожье (Ла Вьячча) / La viaccia, Италия, Франция (по роману Марио Пратези «Наследство»), режиссёр Мауро Болоньини — Гиго
- 1961 — Знаменитые любовные истории / Amours célèbres, Франция, Италия, режиссёр Мишель Буарон — маркиз де Лозен
- 1961 — Месть Марсельца (Некто по имени Ла Рокка) / Un nommé La Rocca, Италия, Франция (по роману Жозе Джованни «Отлучённый», режиссёр Жан Беккер — Роберто Ла Рокка
- 1961 — Рассказ Ривьеры / Riviera-Story, Германия, режиссёр Вольфганг Беккер — гонщик
- 1961 — Охота на звёзд / Chasse aux vedettes (короткометражный фильм), режиссёр Камиль Шательо — камео
- 1962 — Картуш / Cartouche, Франция, режиссёр Филипп де Брока — Луи Доминик («Картуш»), благородный разбойник
- 1962 — Обезьяна зимой / Un singe en hiver, Франция, режиссёр Анри Вернёй — Габриэль Фуке
- 1962 — Стукач / Le Doulos, Франция, Италия, режиссёр Жан-Пьер Мельвиль — Сильен
- 1962 — Дон Джованни с Голубого Берега / I Dongiovanni della Costa Azzurra, Италия, Франция, режиссёр Витторио Сала — камео (нет в титрах)
- 1962 — Самый короткий день / Il Giorno più corto, Италия, режиссёр Серджо Корбуччи — сицилийский крестьянин
- 1962 — Щедрое сердце / Un coeur gros comme ça, Франция, режиссёр Франсуа Рейшенбах — камео (зритель на боксёрском матче)
- 1963 — Банановая кожура / другое название «Кто кого облапошит» / Peau de banane, Франция, Италия, режиссёр Марсель Офюльс — Мишель Тибо
- 1963 — Старший Фершо / l’Aîné des Ferchaux, Франция, Италия (по роману Жоржа Сименона «Дело Фершо», режиссёр Жан-Пьер Мельвиль — Мишель Моде
- 1963 — Драже с перцем / Dragées au poivre, Франция, Италия, режиссёр Жак Баратье — Раймон, легионер
- 1963 — Бурное море / Mare matto, Италия Франция, режиссёр Ренато Кастеллани — ливорниец
- 1964 — Человек из Рио / l’Homme de Rio, Франция, Италия, режиссёр Филипп де Брока — Адриан Дюфурке
- 1964 — Сто тысяч долларов на солнце / Cent mille dollars au soleil, Франция, Италия, по роману Клода Вейо «Мы не поедем в Нигерию», режиссёр Анри Вернёй — Рокко
- 1964 — Счастливый побег / Échappement libre, Франция, Италия, Испания, ФРГ, режиссёр Жан Беккер — Давид Ладислас
- 1964 — Уикенд на берегу океана / Week-end à Zuydcoote, Франция, Италия, (по одноимённому роману Роберта Мерля, режиссёр Анри Вернёй — старший сержант Жюльен Майа
- 1964 — Охота на мужчину / la Chasse àl’homme — Фернан
- 1965 — Прекрасным летним утром / Par un beau matin d'été
- 1965 — Безумный Пьеро / Pierrot le fou — Фердинанд Гриффон, «Пьеро»
- 1965 — Злоключения китайца в Китае / Les Tribulations d’un Chinois en Chine
- 1966 — Горит ли Париж? / Paris brûle-t-il ? — Пьерлот (Ив Моранда)
- 1966 — Нежный проходимец / Tendre voyou — Тони Марешаль
- 1967 — Казино «Рояль» / Casino Royale — французский легионер / Джеймс Бонд, агент 007
- 1967 — Вор / le Voleur — Жорж Рандаль
- 1968 — Зовите меня «О»! / Ho! Франсуа Олен («О»)
- 1969 — Супермозг / le Cerveau — Артур
- 1969 — Сирена с «Миссисипи» / la Sirène du Mississippi — Луи Маэ
- 1969 — Бог выбрал Париж / Dieu a choisi Paris
- 1969 — Мужчина, который мне нравится / Un homme qui me plaît — Анри
- 1970 — Борсалино / Borsalino — Франсуа Капелла
- 1971 — Повторный брак / Les Mariés de l’an II — Николя Филибер
- 1971 — Взломщики / le Casse — Азад
- 1972 — Доктор Пополь / Docteur Popaul — доктор Поль Симе
- 1972 — Клан марсельцев / la Scoumoune — Роберто Ла Рокка
- 1973 — Наследник / l’Héritier — Барт Корделл
- 1973 — Великолепный / le Magnifique — Франсуа Мерлен / суперагент Боб Сен-Клер
- 1974 — Стависки… / Stavisky… — Серж Александр Стависки
- 1975 — Страх над городом / Peur sur la ville — комиссар Жан Летелье
- 1975 — Неисправимый / l’Incorrigible — мошенник Виктор Вотье
- 1976 — Частный детектив / L’Alpagueur — Роже Пиляр / «Охотник»
- 1976 — Труп моего врага / le Corps de mon ennemi — Франсуа Леклер
- 1977 — Чудовище / l’Animal — Мишель Гоше / Бруно Феррари
- 1979 — Кто есть кто / Flic ou voyou — Антонио Черутти (комиссар Станислас Боровиц)
- 1980 — Игра в четыре руки / le Guignolo — Александр Дюпре
- 1981 — Профессионал / le Professionnel — майор Жосслен «Жосс» Бомон
- 1982 — Ас из асов / l’As des as — Джо Кавалье
- 1983 — Вне закона / le Marginal — комиссар Жордан
- 1984 — Авантюристы / les Morfalous — сержант Пьер Оганьер
- 1984 — Весёлая Пасха / Joyeuses Pâques — Стефан Маржель
- 1985 — Ограбление / Hold-up — Гримм
- 1987 — Одиночка / le Solitaire — комиссар Стан
- 1988 — Баловень судьбы / Itinéraire d’un enfant gâté — Сэм Лион
- 1992 — Неизвестный в доме / l’Inconnu dans la maison — адвокат Лурса
- 1995 — Сто и одна ночь Симона Синема / les Cent et une nuits de Simon Cinéma — профессор Бебель
- 1995 — Отверженные / Les Misérables — Анри Фортен / Жан Вальжан
- 1996 — Дезире / Désiré
- 1998 — Один шанс на двоих / Une chance sur deux — Лео Брассак
- 1999 — Возможно / Peut-être — Ако
- 2000 — Актёры / les Acteurs — камео
- 2000 — Амазония / Amazone — Эдуард
- 2001 — Свободное падение / L’Aîné des Ferchaux — Поль Фершо
- 2009 — Человек и его собака / Un homme et son chien — Шарль
- 2013 — Однорукие бандиты / Les Bandits manchots
- 2015 — Бельмондо глазами Бельмондо

## Документалистика
- Документальный фильм. Автор сценария и режиссёр: Брюно Севестр[фр.]. Производство: Upside Télévision, Arte France, INA. Франция. 2017 г. Belmondo, le magnifique.  (фр.).  90 мин. {{cite episode}}: |series= пропущен или пуст (справка)[33]
  - Документальный фильм. Автор сценария и режиссёр: Брюно Севестр[фр.]. Производство: Upside Télévision, Arte France, INA. Франция. 2017 г (18 июня 2019). Бельмондо Великолепный (фр. Belmondo, le magnifique).  52 мин. ГТРК «Культура». {{cite episode}}: |series= пропущен или пуст (справка); Внешняя ссылка в |credits= (справка)